# Фигейра-и-Барруш
Фигейра-и-Барруш (порт.  Figueira e Barros) — фрегезия в муниципалитете Авиш округа Порталегре в Португалии. Территория — 70,23 км². Население — 356 жителей. Плотность населения — 5,1 чел/км².